# 55-й отдельный гвардейский вертолётный полк
55-й отдельный гвардейский вертолётный Севастопольский ордена Кутузова полк (55 овп, в/ч 35666) — тактическое формирование Армейской авиации Российской Федерации.
Формирование находится в составе 4-й гвардейской армии ВВС и ПВО с пунктом постоянной дислокации на аэродроме Кореновск.

## История
Ведёт историю от 807-го штурмового авиационного полка созданного 27 марта 1942 года. Полк всю войну входил в состав 230-й штурмовой авиационной дивизии. После войны дислоцировался в Бродах.
В 1956 году полк переформирован в 807-й истребительно-бомбардировочный.
55-й отдельный вертолётный полк создан 20 июня 1961 года путём переформирования 807-го истребительно-бомбардировочного авиационного полка. С 1981 года 55-й отдельный вертолётный полк дислоцировался в Колобжеге (Колобжег-Багич) в Польше в составе Северной группы войск.
11 мая 1992 года 55-й отдельный вертолётный полк выведен в Северо-Кавказский военный округ на аэродром Кореновск Краснодарского края.
9 мая 2023 года Указом Президента Российской Федерации полку присвоено почётное наименование «гвардейский».

## Награды
| Награда           | Описание |
| ----------------- | --- |
| «Севастопольский» | 807-му штурмовому авиационному полку за отличие в боях при овладении штурмом крепостью и важнейшей военно-морской базой на Чёрном море городом Севастополь Приказом НКО СССР от 24 мая 1944 года на основании приказа ВГК № 111 от 10 мая 1944 года присвоено почётное наименование «Севастопольский».         |
| Орден Кутузова    | За успешное выполнение боевых заданий командования и проявленные при этом личным составом мужество и героизм Указом Президента РФ № 807 от 12 июня 2012 года 393-я авиационная база награждена орденом Кутузова. 14 июня 2012 года полк посетил Президент России Владимир Путин и лично вручил Орден Кутузова. |

## Отличившиеся воины
- подполковник Воловиков, Андрей Валентинович
- полковник Хабибуллин, Ряфагать Махмутович